# Borijòla
Borijòla (en francès Bourigeole) és un municipi del departament de l'Aude, a la regió d'Occitània.